# Strathmore University
Strathmore University is een privé-universiteit in de wijk Madaraka in Nairobi, de hoofdstad van Kenia. De universiteit werd opgericht in 1961 als een middelbare school en staat nu bekend om haar uitstekende accountancy-opleiding.
De universiteit komt voor in de rankings als de nummer 3 universiteit van Kenia, nummer  van Afrika en nummer 2084 van de wereld, en is lid van de Vereniging van Universiteiten van het Gemenebest, de Vereniging van Afrikaanse Universiteiten en de Internationale Vereniging van Universiteiten. Het hoofd van de universiteit is Javier Echevarría maar de dagelijkse leiding is in handen van vice-kanselier John Odhiambo.

## Geschiedenis
In 1966 begonnen 25 studenten aan een studie boekhoudkunde in de school. Zij werden gesponsord door Shell, British American Tobacco en East African Breweries. Het aantal studenten groeide in 1982, toen de school avondcursussen boekhouden ging geven. In 1986 gaf de Keniaanse overheid een stuk land in Madaraka, Nairobi, en de Europese Unie en de Italiaanse overheid steunde de bouw van een campus op dit stuk land. In 1993 ging de school samen met Kianda College en breidde ze het aantal studies uit. Vanaf 2008 werd Strathmore University een echte universiteit. Ook werd de Strathmore Business School geopend, die banden heeft met onder andere Harvard Business School

## Structuur
Strathford University bestaat uit één faculteit, twee instituten en zeven schools.

### Faculteiten
- Faculteit informatica

### Instituten
- Instituut voor educatie
- @iLabAfrica Research and Innovation Centre

### Schools
- School voor boekhoudkunde
- School voor graduate studies
- School voor financiën en toegepaste economie
- School voor geesteswetenschappen en sociale wetenschappen
- School voor management en handel
- School voor rechtsgeleerdheid
- Strathmore Business School